# Ramphodon naevius
El ermitaño picosierra o pico de sierra grande (Ramphodon naevius) es una especie de ave apodiforme de la familia Trochilidae, la única en el género monotípico Ramphodon. Es endémico de la Mata atlántica del sureste de Brasil.

## Distribución y hábitat

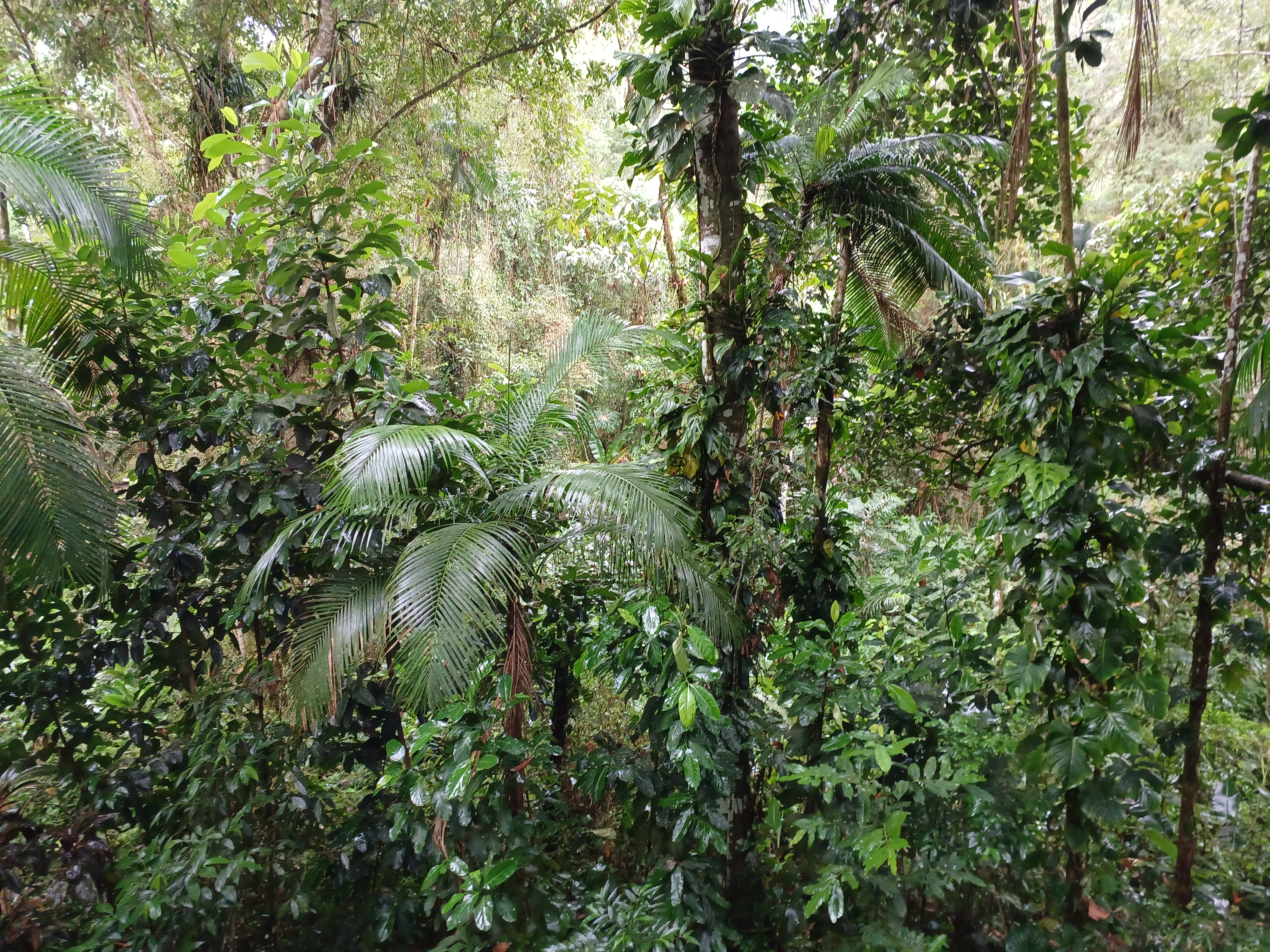
Sotobosque de la Mata atlántica en Ubatuba, São Paulo, ejemplo de hábitat de la especie.

Se distribuye por una faja costera del sureste de Brasil, desde Espírito Santo hasta Santa Catarina.
Esta especie es considerada localmente común en su hábitat natural: el sotobosque de bosques húmedos y sombríos de la Mata atlántica, hasta los 500 m de altitud, de preferencia con bromelias.

## Estado de conservación
El ermitaño picosierra había sido calificado como casi amenazado por la Unión Internacional para la Conservación de la Naturaleza (IUCN) debido a la progresiva destrucción de su hábitat; sin embargo en nueva evaluación realizada en 2021, fue calificado como preocupación menor y su población total estimada entre 175 000 y 1 710 000 individuos maduros.

## Descripción
Mide en promedio 14 a 16 cm de longitud y pesa alrededor de 8 a 9 g. Es un ermitaño grande y robusto, el mayor de la Mata atlántica. Las partes superiores son pardas con reflejos cobrizos, las timoneras externas son color canela; babero canela estriado de negro en la barbilla, el resto de las partes inferiores son blanquecinas estriadas de negruzco. La cabeça es oscura, la garganta y el pescuezo anaranjados con una lista oscura en el medio; la face es anaranjada con una ancha faja transocular negra y una estrecha lista superciliar parduzca, más clara en el macho. El pico es fuerte y recto, de base ancha y terminando en un gancho en el macho y suavemente curvo en la hembra, lo que puede ser explicado por la diferencia de hábitos alimentares; la mandíbula es amarilla y el maxilar es negro. La hembra y los inmaduros tienen una mancha menor en la garganta.

## Sistemática

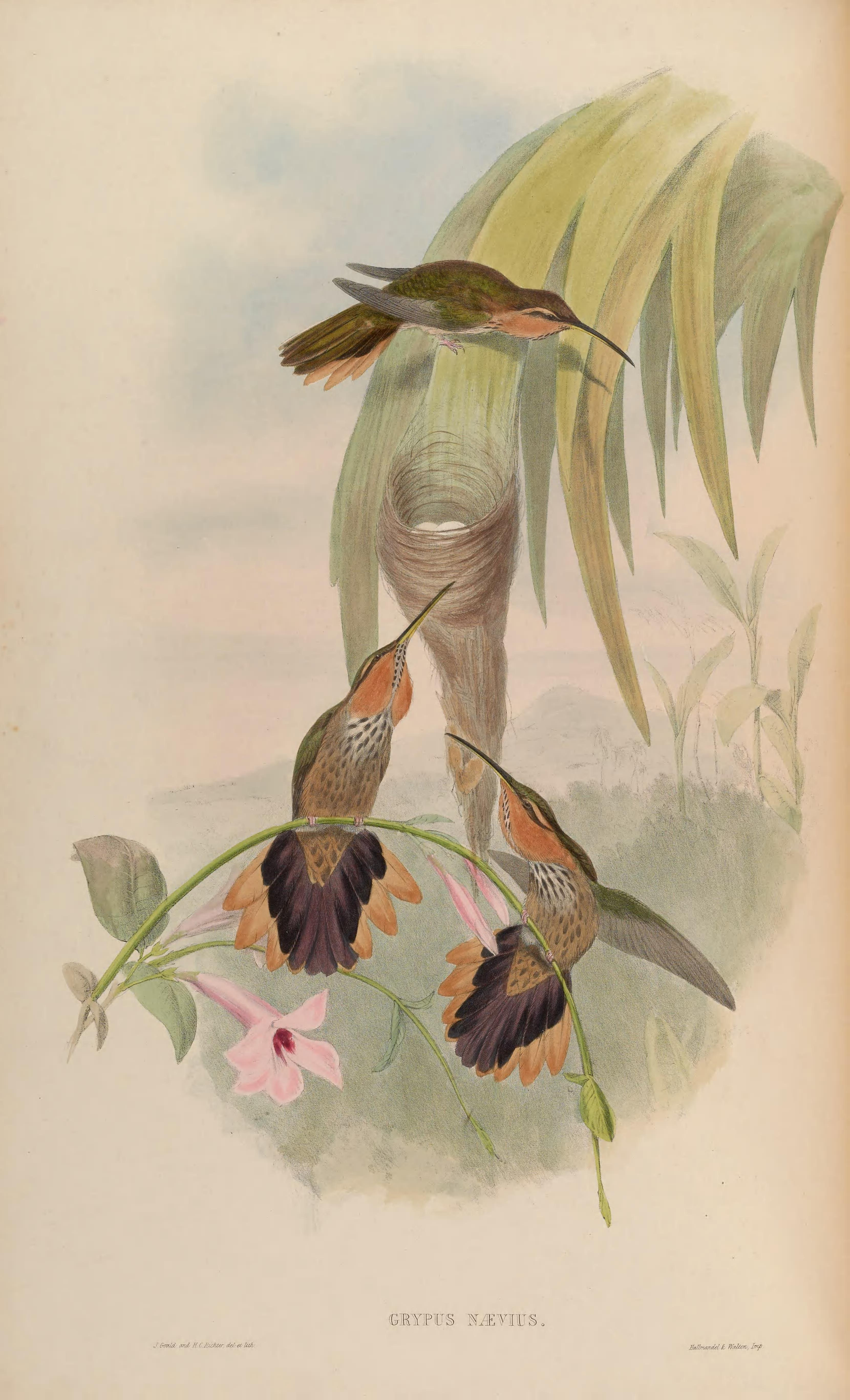
Grypus naevius sinónimo de Ramphodon naevius, ilustración de Gould y Richter en A monograph of the Trochilidae, or family of humming-birds, 1849.

### Descripción original
La especie R naevius fue descrita por primera vez por el naturalista francés Charles Dumont de Sainte Croix en 1818 bajo el nombre científico Trochilus naevius; su localidad tipo es: «monte Corcovado, Río de Janeiro, Brasil».

### Etimología
El nombre genérico masculino «Ramphodon» se compone de las palabras del griego «ramphos» que significa ‘pico’, y  «odous», «odōn»que significa ‘diente’; y el nombre de la especie «naevius», en latín significa ‘pintado’, ‘manchado’.

### Taxonomía
Algunos autores en el pasado lo colocaron en el género Androdon, y en Trochilinae, pero las características morfológicas lo relacionan con los ermitaños, notablemente de los géneros Eutoxeres, Glaucis y Threnetes. La forma propuesta R. n. freitasi Ruschi, 1978 (de Espírito Santo) no llevó en cuenta las variaciones de edad y sexo y se la considera inválida. Es monotípica.